# 小托山
小托山是广东省珠海市斗门区黄杨山东侧的一个小山。该处有一小托山村，该村人家喜欢用茶加当地出产的小托山桔款待客人。